# Cresta (Fahrradmarke)
Cresta ist eine Schweizer Fahrradmarke des Familienunternehmens Komenda AG.
Lackiererei und Montage befinden sich seit 1973 in der Alpa-Werke AG in Sirnach, die 2001 von der Komenda übernommen wurde.
Markenbotschafter ist Marco Rima.

## Geschichte
Cresta ist die Fortführung der 1936 eingeführten Fahrradmarke Mako (ein Akronym des damaligen Komenda-Geschäftsführers Max Komenda). Cresta (rätoromanisch für Krete) wurde 1974 ins Markenregister eingetragen.
Ab den 90er Jahren geriet die Schweizer Fahrradindustrie verstärkt unter Druck. Günstige Importe aus Ostasien sowie der Boom von Mountainbikes aus den USA zwangen alteingesessene Velomarken (wie Cilo, Mondia, Villiger und Tigra) in die Knie.
Neben Aarios, Tour de Suisse und der 2015 wiederbelebten Allegro ist Cresta heute eine der alten Schweizer Fahrradmarken, die bis heute produziert wird. Bei der St. Galler Fabrik handelt es sich um die älteste bis heute produzierende Fahrradfabrik der Schweiz.
Ab 2007 zog die Nachfrage nach eBikes stark an. Diesem bis heute anhaltenden Boom entsprechend werden seitdem auch Cresta eBikes gefertigt.
Das Cresta Bionx von 2010 repräsentierte in der Sonderausstellung Geschichte des Zweirads des Pantheon Basel die Entwicklung der Elektromobilität.

## Swissness
Cresta gilt als stark mit der Schweizer Identität verknüpfte Traditionsmarke. Die Velos werden für Schweizer Anforderungen und ausschließlich für den Schweizer Markt produziert, alle Modelle werden in der Schweiz entwickelt, pulverbeschichtet und montiert.

## Produktion
Cresta Velos werden im Online-Produktkonfigurator individuell zusammengestellt und anschließend just-in-time gefertigt.

## Modelle 2019

### Citybikes
- Avenue (Aluminiumrahmen)
- Belle Rose (Stahlrahmen)
- Boulevard (Aluminium-Schwanenhalsrahmen)
- Arena Vita (Aluminiumrahmen)
- Largo Alto (Gates Riemenantrieb, Nexus-D 8 G Schaltung)
- Largo (Gates Riemenantrieb, Systemgepäckträger)

### Freizeit- / Fitnessräder
- Unica (Stahlrahmen, Alfine Nabenschaltung, Gates Riemenantrieb)
- Vento (Aluminiumrahmen)
- Strada (Aluminiumrahmen)
- Sfera (Aluminiumrahmen, tapered)
- Sirius (12-Gang Pinion Nabenschaltung, Gates Riemenantrieb)

### Tourenbikes
- Ultra (18-Gang Pinion Nabenschaltung, Gates Riemenantrieb)
- Veloce (Aluminiumrahmen)

### eCitybikes
- eCorso NEO (Aluminiumrahmen, optional mit Gates Riemenantrieb, voll integrierter Bosch Performance Motor in 25 km/h oder 45 km/h)
- eCorso (Gates Carbon Drive, Nuvinci Schaltung und Bosch Active Plus Motor)
- eBoulevard (Aluminium-Schwanenhalsrahmen, Shimano Motor 25 km/h mit integriertem Akku)
- eViva (26″ Aluminiumrahmen mit tiefem Durchstieg, Bosch Mittelmotor, optional mit Gates Riemenantrieb)
- eUrban (Alurahmen, Bosch Mittelmotor mit 400 Wh Akku)
- eEterna Light (Limited Edition mit Fazua Motor)
- eEterna Around (Limited Edition mit Fazua Motor und 11-Gang Sram Apex Kettenschaltung)

### eTourenbikes
- eGiro (Testsieger Velojournal 3/11 und Kassensturz 5/11, optional mit Gates Riemenantrieb, Bosch Performance Motor in 25 km/h oder 45 km/h)
- eGiro Neo (Alurahmen, Bosch Performance Motor in 25 km/h oder 45 km/h mit integriertem Akku, Bosch Purium Display)

### eCrossbikes
- eXenon Neo (Aluminiumrahmen, Bosch Performance Motor in 25 km/h oder 45 km/h mit integriertem Akku)

### eMountainbikes
- eMontana CX (Aluminiumrahmen, 140 mm Federweg, Bosch-Motor Performance CX mit 500 Wh)